# Heterosaccus hians
Heterosaccus hians is een krabbezakjessoort uit de familie van de Sacculinidae. De wetenschappelijke naam van de soort is voor het eerst geldig gepubliceerd in 1874 door Kossmann.